# Habibpur
Habibpur é uma vila no distrito de Bhagalpur, no estado indiano de Bihar.

## Demografia
Segundo o censo de 2001, Habibpur tinha uma população de 9360 habitantes. Os indivíduos do sexo masculino constituem 53% da população e os do sexo feminino 47%. Habibpur tem uma taxa de literacia de 40%, inferior à média nacional de 59,5%: a literacia no sexo masculino é de 46% e no sexo feminino é de 33%. Em Habibpur, 20% da população está abaixo dos 6 anos de idade.